# KF Përmeti
El KF Përmeti es un equipo de fútbol de Albania que juega en la Kategoria e Dytë, la tercera división de fútbol en el país.

## Historia
Fue fundado en el año 1930 en la ciudad de Përmet del distrito de Gjirokastër con el nombre Leka i Madh Përmet en honor a Alejandro el Grande tras la fusión de los equipos Vjosa (fundado en 1924) y Nemërçka (fundado en 1926).
En 1932 hicieron su debut a nivel nacional en la Kategoria e Parë, y en 1945 el club cambia de nombre por el de 24 Maji Përmet por mandato del orden comunista que tomó el mando en Albania tras finalizar la Segunda Guerra Mundial. En 1951 el club vuelve a cambiar de nombre por el de Puna Përmet por mandato del gobierno comunista.
En la temporada 1981/82 el club juega por primera vez en la Kategoria Superiore bajo el nombre 24 Maji Permet, pero fue debut y despedida luego de quedar en último lugar entre 14 equipos.
Tras la caída del comunismo en Albania en la década de los años 1990s, el club cambia su nombre por el que tienen actualmente.